# Organización territorial de los Estados Unidos

Los Estados Unidos continentales.

Los Estados Unidos y sus posesiones ultramarinas.

Estados Unidos de América es un país situado casi en su totalidad en América del Norte, al sur de Canadá y al norte de México. Posee también un estado insular (Hawái) y varios territorios en Oceanía y en el Caribe.
Las divisiones político-administrativas del país son las muy diversas entidades subnacionales que juntas conforman los Estados Unidos. La división principal es el estado a nivel federal. Los gobiernos federales y estatales de los Estados Unidos operan dentro de un sistema de soberanía en paralelo, por lo que los estados no son técnicamente «divisiones» creadas dentro de los Estados Unidos, sino más bien las unidades que, junto con el distrito federal, las tribus soberanas y los otros territorios administrados por el gobierno federal, componen los Estados Unidos de América.
Los estados suelen subdividirse en condados. En Luisiana se utiliza el término parish (parroquia) y en Alaska se utiliza el término borough (burgo), por lo que para efectos de censos dichos términos son equivalentes a condados en esos estados.
Los condados y los equivalentes a condados pueden subdividirse en townships (municipios). En Nueva Inglaterra y Nueva York, las ciudades son tratadas de forma similar a municipios por la Oficina del Censo de Estados Unidos. Ciudades y municipios se utilizan como subdivisiones de condados en 20 estados, principalmente en el noreste y medio oeste del país.
Los centros de población pueden estar organizados en ciudades incorporadas, villas, aldeas y otros tipos de municipalidades. Los municipios están normalmente subordinados al gobierno del condado, con algunas excepciones. Ciertas ciudades, por ejemplo, se han fusionado con el gobierno de su condado formando así las ciudades-condados consolidados. En Virginia, las ciudades son totalmente independientes del condado en el que de otro modo serían una parte. En algunos estados, especialmente en Nueva Inglaterra, las ciudades constituyen la unidad primaria de los gobiernos locales por debajo del nivel estatal, en algunos casos eliminando por completo la necesidad del condado.
Fuera de los Estados, otras divisiones incluyen el distrito federal, áreas insulares administrados por el gobierno federal, y las reservas indias estadounidenses. El Gobierno Federal también mantiene la jurisdicción exclusiva sobre las instalaciones militares y las embajadas y consulados estadounidenses que se encuentran en países extranjeros. Existen otras divisiones especiales distintas de las de la gobernanza general, ejemplos de las cuales incluyen los distritos de conservación y los distritos del Congreso.

## Los Estados y sus subdivisiones

### Estados
La unidad político-administrativa primaria de los Estados Unidos es el estado. Según numerosas decisiones de la Corte Suprema, los 50 estados individuales y los Estados Unidos en su conjunto, son cada uno de jurisdicción soberana. Los 13 estados originales declararon su independencia del Imperio británico en 1776. En 1777 establecieron un gobierno conjunto bajo los Artículos de la Confederación. La Constitución de los Estados Unidos reemplazó los artículos en 1789. La constitución establece la autoridad del gobierno federal de los Estados Unidos, que incluye el poder de acuñar moneda y el manejo de la política exterior. Asimismo, la constitución mantiene la soberanía de cada Estado. La Décima Enmienda de la constitución refuerza la idea de soberanía paralela, declarando que los poderes no delegados al gobierno federal son retenidos por los estados.
Los 37 estados adicionales fueron admitidos en la Unión por actos del Congreso de los Estados Unidos, comenzando con Vermont en 1791 y terminando con Hawái en 1959.
La Corte Suprema de los Estados Unidos en el caso Texas contra White sostuvo que los estados no tienen el derecho a la secesión, aunque permitía cierta posibilidad de la divisibilidad «a través de la revolución, o por medio del consentimiento de los otros Estados».
Cuatro estados (Massachusetts, Pensilvania, Virginia y Kentucky) se autodenominan commonwealths (mancomunidades). En este contexto dicho término se refiere a la riqueza común o el bienestar de la población. El término no tiene impacto legal.
Los 50 estados de los Estados Unidos de América son los siguientes, añadiendo a ellos el Distrito de Columbia (Washington D. C.):

| - Alabama - Alaska - Arizona - Arkansas - California - Carolina del Norte - Carolina del Sur - Colorado - Connecticut - Dakota del Norte | - Dakota del Sur - Delaware - Distrito de Columbia - Florida - Georgia - Hawái - Idaho - Illinois - Indiana - Iowa - Kansas | - Kentucky - Luisiana - Maine - Maryland - Massachusetts - Míchigan - Minesota - Misisipi - Misuri - Montana | - Nebraska - Nevada - Nueva Jersey - Nueva York - Nuevo Hampshire - Nuevo México - Ohio - Oklahoma - Oregón - Pensilvania | - Rhode Island - Tennessee - Texas - Utah - Vermont - Virginia - Virginia Occidental - Washington - Wisconsin - Wyoming |

Los 50 estados se pueden dividir en regiones de muchas maneras diferentes.
- El término Estados Unidos continentales por lo general se refiere al bloque principal de 48 estados con el océano Atlántico al este, el océano Pacífico al oeste, Canadá al norte y México al sur. Dado que esta agrupación contiene 48 estados, también se conoce comúnmente como «Los 48 Bajos». La designación de «Estados Unidos contiguos» también se utiliza para esta agrupación de estados, podría decirse con mayor precisión, ya que Alaska también se encuentra en el continente de América del Norte, por lo que «Estados Unidos continentales» realmente debería hacer referencia a los 48, además de Alaska.
- Alaska es un exclave de los Estados Unidos, conectado físicamente solo a Canadá.
- Hawái se encuentra en un archipiélago en el océano Pacífico central.

### Condados

Mapa de los Estados Unidos, mostrando los estados divididos en condados.

Los estados se dividen en regiones administrativas más pequeñas, llamadas condados en todo menos en dos estados. Las excepciones son: Alaska, donde las principales subdivisiones son los borough (burgo), en tanto aquellas partes del estado que no están incluidos en ningún borough, llamados borough no organizado, se dividen en "zonas de censo"; y Luisiana, que se divide en unidades denominadas parish (parroquias). Los condados existen para proporcionar apoyo local de forma general a las actividades del gobierno estatal, como la recolección de ingresos del impuesto predial (los condados casi nunca tienen su propia potestad tributaria), pero sin aportar la mayor parte de los servicios asociados con los municipios. Los condados tienen diferentes grados de importancia política y jurídica. En algunos estados, principalmente en Nueva Inglaterra, se utilizan principalmente como distritos judiciales. En otros estados, los condados tienen amplios poderes en materia de vivienda, educación, transporte y recreación.
Los condados pueden contener una serie de ciudades, villas, o aldeas, o a veces solo una parte de una ciudad. Algunas ciudades se han fusionado con sus condados formando así las ciudades-condados consolidadas, es decir, estos condados se componen en su totalidad de un solo municipio donde el gobierno municipal también funciona como el gobierno del condado; entre estas ciudades se incluyen Filadelfia, Honolulú, San Francisco y Denver. En Virginia las ciudades son totalmente independientes del condado en el que de otro modo serían una parte, por lo que no tienen subdivisiones adicionales. Algunos estados también contienen ciudades independientes que no forman parte de condado alguno.

### Ciudades y municipios
Las ciudades (towns) y los municipios (townships) son subdivisiones de los condados. Estos términos están estrechamente relacionados, tanto así que en muchos documentos históricos ambos se utilizan indistintamente. Sin embargo, los poderes otorgados a las ciudades o municipios varían considerablemente de un estado a otro. En Nueva Inglaterra, las ciudades son principalmente una forma básica de gobierno local, que proporciona muchas de las funciones de los condados en otros estados. En California, por el contrario, los estatutos pertinentes del Código de Gobierno aclaran que «town» es simplemente otra palabra para la «ciudad», especialmente en las leyes que separan una ciudad de algún distinto como una ciudad chárter.
Algunos municipios tienen gobierno y el poder político, otros son simplemente designaciones geográficas. Los municipios en los Estados Unidos son por lo general el producto del Sistema de Catastro Público.

### Municipalidades
Hay aproximadamente 30 000 ciudades incorporadas en los Estados Unidos, con diversos grados de autonomía.

### Otras subdivisiones
En algunos estados, como Míchigan, las universidades estatales son jurisdicciones constitucionalmente autónomas, dotadas de un estatus especial equivalente a la del municipio metropolitano. Es decir, como personas jurídicas, que operan como si fueran los municipios, pero su autonomía es más de control legislativo y ejecutivo que las hacen igualmente comparables a las divisiones administrativas del Estado.

## Jurisdicciones no administradas por los estados

### Distrito de Columbia
El Distrito de Columbia es un distrito federal independiente que está bajo la autoridad directa del Congreso, formado a partir de terrenos cedidos al Gobierno Federal por los estados de Maryland y Virginia; sin embargo, el territorio cedido por Virginia fue devuelta a ese estado en 1846. El distrito no forma parte de ningún estado y el congreso de los Estados Unidos ejerce «jurisdicción exclusiva en todos los casos cualesquiera» sobre la ciudad; aparte de ello la Ley de Autonomía del Distrito de Columbia prevé un autogobierno limitado, incluyendo un alcalde y consejo municipal electos. Los residentes del Distrito pueden votar en las elecciones presidenciales y otorgan tres electores en el colegio electoral.

### Áreas Insulares

Las áreas insulares de los Estados Unidos.

Las zonas insulares de los Estados Unidos son aquellas jurisdicciones que no son parte de uno de los 50 estados ni del Distrito Federal. A diferencia de las ubicadas dentro de los Estados, la soberanía sobre las zonas insulares no descansa en la población local sino en el congreso. En la mayoría de casos, sin embargo, el congreso ha otorgado una considerable autonomía a través de una ley orgánica que funciona como una constitución local. Las áreas insulares son administradas por el Gobierno Federal a través de la Oficina de Asuntos Insulares del Departamento del Interior.
Las áreas insulares corresponden a una serie de territorios bajo la soberanía de los Estados Unidos e incluyen a tres naciones soberanas en libre asociación con los Estados Unidos. Los territorios que han sido incorporados a la administración estadounidense dentro de las disposiciones de la constitución del país se designan «territorios incorporados». Los territorios que no han sido incorporados se designan «no incorporados». Estos territorios también pueden ser «organizados», si se concede por una Ley Orgánica del Congreso o «no organizado» (sin la autorización directa de autogobierno por tal acto).
La Ordenanza del Noroeste concede a los territorios el derecho de enviar un delegado sin derecho a voto en el Congreso de los Estados Unidos. Desde la organización del Territorio del Noroeste en 1789, todas las áreas no admitidos como estados en los Estados Unidos estaban bajo el control directo del Congreso bajo la figura de territorios organizados incorporados, con cierto grado de autonomía política a nivel local. Estos territorios posteriormente se convirtieron en estados. Treinta y uno de los actuales 50 estados fueron territorios organizados incorporados antes de su ingreso en la Unión. Desde la admisión de Hawái a la Unión en 1959, solamente ha existido un solo territorio incorporado, el deshabitado Atolón Palmira (que formaba parte anteriormente del Territorio de Hawái, pero excluido por la ley de admisión).
Los territorios no incorporados de los Estados Unidos son los siguientes:
-  Samoa Americana (no organizado; autónoma bajo la autoridad del Departamento del Interior).
-  Guam (organizado bajo la Ley Orgánica de 1950).
-  Islas Marianas del Norte (estado libre asociado, organizadas bajo el Pacto de 1977).
-  Puerto Rico (estado libre asociado desde 1952, organizado bajo la Ley 600 de 1950).
-  Islas Vírgenes de los Estados Unidos (organizadas bajo la Ley Orgánica Revisada de 1954).

Junto al Atolón Palmira, los siguientes territorios deshabitados forman las Islas Ultramarinas Menores de Estados Unidos (UM):
-  Baker.
-  Howland.
-  Johnston.
-  Kingman.
-  Midway (administrado como el Refugio Nacional de Vida Salvaje del Atolón de Midway).
-  Navaza (en disputa con Haití).
-  Wake (disputada con Islas Marshall).

Además de los territorios antes señalados, los Estados Unidos administraron el Territorio en Fideicomiso de las Islas del Pacífico del 18 de julio de 1947 al 1 de octubre de 1994. El territorio se dividió posteriormente en cuatro entidades políticas: Islas Marianas del Norte, que se enumeran más arriba, y tres estados libremente asociados con los que Estados Unidos ha pactado el Tratado de Libre Asociación:
-  Islas Marshall
-  Estados Federados de Micronesia
-  Palaos

Los territorios poblados de Puerto Rico, Islas Marianas del Norte, Guam, las Islas Vírgenes de los Estados Unidos y Samoa Americana no votan en las elecciones federales. Las posesiones de Estados Unidos incluyen la Isla Navaza en el Caribe y las islas Wake, Midway, Jarvis, Howland, Baker, los atolones Johnston y Palmira, y el Arrecife Kingman en el Pacífico. Tres entidades, los Estados Federados de Micronesia, Palaos y la República de las Islas Marshall, se han convertido en estados soberanos, con gobierno propio y una libre asociación con Estados Unidos.
Cuba y Filipinas fueron dos antiguos territorios no incorporados que ahora son países independientes. La Marina de los Estados Unidos retiene la Base Naval de la Bahía de Guantánamo, en una parte de la bahía homónima, desde 1898. El gobierno de Estados Unidos posee un contrato de arrendamiento de esta tierra que solo un acuerdo mutuo o el abandono de la zona por parte de los Estados Unidos puede terminarlo. El gobierno cubano se opone a esta disposición, alegando que Cuba no era verdaderamente soberana en el momento de la firma. Los Estados Unidos sostienen que este punto es irrelevante, ya que al parecer Cuba ratificó el contrato después de la revolución, y con plena soberanía, cuando cobró un cheque de la renta de acuerdo con el tratado en disputa.
El gobierno de Estados Unidos es parte de varias disputas internacionales sobre la disposición de ciertas soberanías marítimas e insulares, algunos de los cuales serían considerados territorios. Bajo Nuevo y Banco Serranilla son dos de esos litigios. Las islas adquiridas por los Estados Unidos en la guerra contra España en los albores del siglo XX quedaron bajo el control del gobierno federal y se consideran parte de los "Estados Unidos" para efectos de la ley; por otro lado, la Corte Suprema de los Estados Unidos declaró en una serie de opiniones conocidas como los Casos Insulares que la Constitución se amplía ex proprio vigore a los territorios. Sin embargo, la corte en estos casos también estableció la doctrina de incorporación territorial. En virtud del mismo, la constitución solo se aplica plenamente en los territorios incorporados como Alaska y Hawái, mientras que solo se aplica parcialmente en los nuevos territorios no incorporados de Puerto Rico, Guam y las Filipinas.

### Tribus soberanas

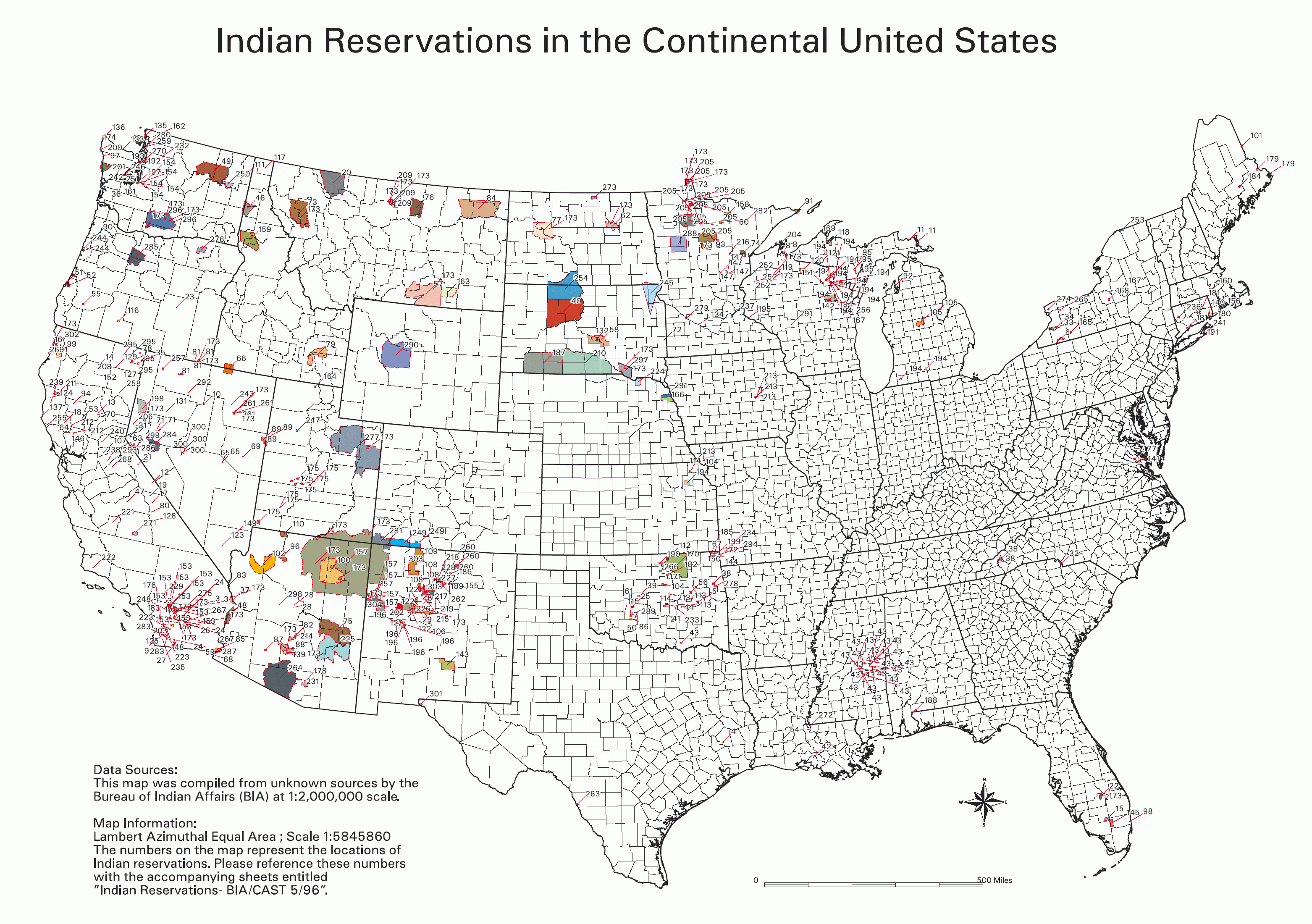
Mapa de las Reservas Indias de los EE. UU.

Las tribus soberanas indígenas son áreas de tierra gestionadas por alguna tribu de nativos americanos bajo la Oficina de Asuntos Indígenas del Departamento del Interior de los Estados Unidos. Hay alrededor de 310 reservas indígenas en los Estados Unidos. Las tribus poseen soberanía tribal limitado sobre la tierra en su reserva. Como resultado de esto las leyes en las tierras tribales pueden variar de la zona circundante. El consejo de la tribu, y no el gobierno local o federal, por lo general tiene jurisdicción sobre las reservas. Diferentes reservas tienen diferentes sistemas de gobierno, que puede o no reproducir las formas de gobierno que se encuentran fuera de la reserva. La mayoría de las reservas indígenas fueron establecidas por el gobierno federal; sin embargo un número limitado, sobre todo en el este, deben su origen al reconocimiento de los estados.
Los residentes de una reserva pueden votar como residentes de un estado y están obligados a pagar impuestos federales. El estatus especial de las reservas ha creado tanto oportunidades (como los juegos de azar en los Estados que normalmente no lo permiten) como desventajas (como la falta de voluntad de algunas empresas para hacer negocios en un área donde no están seguros qué tipo de leyes se pueden aplicar sobre ellos).

## Otras áreas definidas
Además de las entidades gubernamentales para fines legislativos a nivel estatal, del condado y de la ciudad, también pueden existir áreas de propósito especial. Los distritos de conservación son un ejemplo de este tipo de área de uso especial, creados con el propósito de conservar la tierra, el paisaje natural, la flora y la fauna. Los distritos congresionales son otro ejemplo, creados con el propósito de elegir a los miembros del Congreso de los Estados Unidos.
Además, los tribunales estadounidenses han dictaminado que existen áreas más pequeñas que han de ser considerados como gobiernos completamente funcionales, y por lo tanto deben ser obligados por las mismas restricciones impuestas para los organismos "tradicionales" del gobierno. Estos incluyen las asociaciones de propietarios (determinados en los casos Shelley contra Kraemer, Loren contra Sasser, Comité por un mejor Twin Rivers contra Asociación de Propietarios de Twin Rivers), y pueblos que son propiedades de empresas (tanto para los empleados como para los consumidores, decidido en el caso Marsh contra Alabama en 1946). Muchos propietarios de vivienda y asociaciones de vecinos se consideran organizaciones sin fines de lucro, pero tienen la capacidad de aumentar los impuestos, encontrar a los miembros por infracciones contra las reglas de la asociación, e iniciar procesos judiciales. La cuestión de los derechos civiles en esas comunidades todavía no se ha determinado de manera concluyente, que pueden variar de estado a estado.

## Historia
La capital del país, Washington D. C., con más de 4 450 000 habitantes es la décima área metropolitana más poblada en la nación. Proyectada por el arquitecto francés Pierre L'Enfant, a fines del siglo XVIII, fue la primera ciudad especialmente planificada como centro de gobierno. La ciudad de Washington, situada en el Distrito de Columbia, a orillas del río Potomac, es la capital de una unión federal de 50 estados. Cuando Estados Unidos declaró su independencia de Gran Bretaña, el 4 de julio de 1776 (ahora celebrado como fiesta nacional), existían 13 estados, cada uno soberano, cada uno deseoso de controlar sus propios asuntos. Los estados trataron de conservar su soberanía e independencia dentro de una confederación flexible, pero su intento demostró ser ineficaz. En consecuencia, en 1789 adoptaron una nueva constitución que establecía una unión federal subordinada a un fuerte gobierno central.
Los 13 estados originales estaban agrupados a lo largo de la costa del Atlántico. La frontera se corrió hacia el oeste, a medida que extensas regiones de lo que hoy es Estados Unidos continental fueron añadidas mediante compras, tratados y anexiones. Los estados se fueron poblando, surgieron gobiernos, y cuando sus legislaturas territoriales solicitaron admisión al Congreso, pasaron a formar parte de la Unión como estados. Hasta 1959, cuando entraron a la Unión Alaska y Hawái.
De acuerdo con la Constitución, los estados delegaron gran parte de sus facultades soberanas al gobierno federal en Washington D. C., pero mantuvieron muchas facultades importantes. Por ejemplo, cada uno de los 50 estados conserva el derecho de dirigir su propio sistema educativo, de otorgar licencias a los médicos y a otros profesionales, de ofrecer protección policial a sus ciudadanos y de dar mantenimiento a sus carreteras.
En la práctica real, y de acuerdo con la tradición estadounidense de mantener al gobierno tan cerca del pueblo como sea posible, los estados delegan muchas de estas facultades a sus subdivisiones políticas: los condados, las ciudades, los pueblos, y las aldeas. Así, al más bajo nivel político los habitantes de una pequeña comunidad de Estados Unidos eligen a los representantes de su aldea para que se hagan cargo de sus departamentos de policía y de bomberos, y eligen un consejo educativo para dirigir sus escuelas. Al nivel del condado, los votantes eligen funcionarios responsables de las carreteras, los parques, las bibliotecas, el drenaje, y otros servicios, y eligen o designan jueces para los tribunales. Los ciudadanos de cada estado también eligen al gobernador y a los miembros de la legislatura estatal.